# Marko Anđić
Marko Andić (Mapкo Aнђић, sinh 14 tháng 12 năm 1983) là một cầu thủ bóng đá Serbia, thi đấu cho Metalac Gornji Milanovac. Anh có thể thi đấu ở vị trí hậu vệ bên trái hoặc phải.

## Sự nghiệp
Andić thi đấu cho Anorthosis Famagusta. Anh giành chức vô địch Nemzeti Bajnokság I 2010-11 cùng với Videoton FC.  Anh trước đây từng thi đấu cho F.C. Molenbeek Brussels Strombeek, mượn từ K.S.C. Lokeren Oost-Vlaanderen, và Lierse ở Hạng nhất Bỉ.